# Robert Adolf Stemmle
Robert Adolf Stemmle est un réalisateur, producteur de cinéma, scénariste et écrivain allemand, né le 10 juin 1903 à Magdebourg (Empire allemand) et mort le 24 février 1974 à Baden-Baden (Allemagne de l'Ouest).

## Biographie
Après s'être destiné à l'enseignement, il commence à Magdebourg une carrière au théâtre en étant à la fois auteur et acteur.
Installé à Berlin dès 1928, il fait du cabaret, connaît le succès avec des pièces et des chansons populaires. Il est introduit par Max Reinhardt dans le milieu du cinéma et débute comme scénariste auprès d'Erik Charell et de Ludwig Berger.
À partir de 1934, il passe à la réalisation et devient un metteur en scène et scénariste apprécié au sein de la UFA qui l'emploie. En 1935, il participe à l'écriture du scénario de La Kermesse héroïque de Jacques Feyder, qui est une production franco-allemande.
Il réalise un film de propagande en 1941 (Jungens), mais il réussit après la guerre à être directeur de théâtre à Berlin, Heidelberg et Munich. Il travaille comme metteur en scène dans des théâtres et opéras de la partie occidentale comme de la partie orientale de Berlin.
En 1948, il écrit pour la DEFA l'adaptation de son propre roman L'Affaire Blum et réalise un film de science-fiction, Ballade berlinoise, qui contribue à la renaissance du cinéma allemand d'après-guerre. Après 1948, il réalise moins de films jusqu'à la fondation de sa propre société de production qui lui permettra de tourner quelques films à succès, dont des adaptations d'Edgar Wallace et de Karl May.
Il aura écrit 86 films entre 1932 et 1967, et en aura dirigé 46 entre 1934 et 1970.

## Filmographie

### Réalisateur
- 1934 : Un tel rustre (de) (So ein Flegel)
- 1934 : Une nuit de folie (Es tut sich was um Mitternacht)
- 1934 : Charleys Tante (en)
- 1934 : Heinz im Mond (de)
- 1935 : Sept dans un lycée (de) (Glückspilze)
- 1936 : L'Enlèvement des Sabines (de) (Der Raub der Sabinerinnen)
- 1937 : Gare centrale (en) (Gleisdreieck)
- 1937 : Daphne und der Diplomat (en)
- 1938 : Le Mystère de la Betty Bonn (en) (Das Geheimnis um Betty Bonn)
- 1938 : Kleiner Mann – ganz groß (de)
- 1938 : Au fil de soie (de) (Am seidenen Faden)
- 1939 : Des hommes bien (de) (Mann für Mann)
- 1940 : Les Bateliers du Danube (de) (Donauschiffer)
- 1940 : Le Mort qui se porte bien (Golowin geht durch die Stadt)
- 1941 : Les Garçons (de) (Jungens)
- 1942 : Le Grand Match (de) (Das Große Spiel)
- 1943 : L'Irrésistible Johann (Johann)
- 1944 : L'Audacieux Monsieur Sanders (de) (Herr Sanders lebt gefährlich)
- 1945 : Meine Herren Söhne (de)
- 1947 : Der Millionär (de) ou Geld ins Haus
- 1948 : Ballade berlinoise (Berliner Ballade)
- 1951 : Nous avons vaincu (it) (Abbiamo vinto!)
- 1951 : Aux frontières du péché (de) (Sündige Grenze)
- 1952 : La Danse des étoiles (de) (Tanzende Sterne)
- 1952 : Amours, Délices et Jazz (de) (Heimweh nach dir)
- 1952 : Toxi (de)
- 1953 : Sous le ciel d'Italie (de) (Südliche Nächte)
- 1954 : Ceux qui ont encore une mère (Das Licht der Liebe)
- 1954 : Das ideale Brautpaar
- 1954 : Émile et les Détectives (Emil und die Detektive)
- 1955 : Musique dans mon cœur (de) (Ein Herz voll Musik)
- 1955 : L'Aube de la vie (de) (Du darfst nicht länger schweigen)
- 1955 : Les Fils du forestier (de) (Die Försterbuben)
- 1956 : Le Monde entier chante l'amour (de) (Die ganze Welt singt nur Amore)
- 1956 : Je cherche un millionnaire (de) (Uns gefällt die Welt)
- 1957 : … und die Liebe lacht dazu (de)
- 1958 : Sa Petite Majesté (de) (Majestät auf Abwegen)
- 1959 : Die unvollkommene Ehe
- 1962 : Affäre Blum (TV)
- 1963 : Der Fall Rohrbach (feuilleton TV)
- 1964 : Der Fall Jakubowski - Rekonstruktion eines Justizirrtums (TV)
- 1966 : Rasputin (TV)
- 1966 : Kubinke (TV)
- 1966 : Der Fall Kaspar Hauser (feuilleton TV)
- 1967 : Ivar Kreuger der Zündholzkönig
- 1967 : Frühling in Baden-Baden (TV)
- 1969 : Neu-Böseckendorf (TV)
- 1970 : Der Fall Mariotti (TV)
- 1973 : Unter Ausschluß der Öffentlichkeit (série TV)

### Scénariste
- 1932 : Die unsichtbare Front (de)
- 1932 : L'Héroïque Embuscade (Der Rebell)
- 1933 : Reifende Jugend
- 1933 : Mädels von heute
- 1933 : Adieu les beaux jours
- 1934 : So ein Flegel
- 1934 : Une nuit de folie (Es tut sich was um Mitternacht)
- 1934 : Charleys Tante (en)
- 1934 : Krach um Jolanthe
- 1934 : Heinz im Mond (de)
- 1935 : Sept dans un lycée (de) (Glückspilze)
- 1935 : Ich war Jack Mortimer
- 1935 : La Kermesse héroïque
- 1936 : Die klugen Frauen
- 1936 : L'Enlèvement des Sabines (de) (Der Raub der Sabinerinnen)
- 1936 : Glückskinder
- 1936 : Les Vaincus (Traumulus)
- 1937 : Gare centrale (en) (Gleisdreieck)
- 1937 : On a tué Sherlock Holmes (Der Mann, der Sherlock Holmes war)
- 1937 : Daphne und der Diplomat (en)
- 1938 : Le Mystère de la Betty Bonn (en) (Das Geheimnis um Betty Bonn)
- 1938 : Kleiner Mann – ganz groß (de)
- 1938 : Au fil de soie (de) (Am seidenen Faden)
- 1939 : Des hommes bien (de) (Mann für Mann)
- 1940 : Les Bateliers du Danube (de) (Donauschiffer)
- 1940 : Le Mort qui se porte bien (Golowin geht durch die Stadt)
- 1941 : Quax le pilote (Quax, der Bruchpilot)
- 1941 : Les Garçons (de) (Jungens)
- 1942 : Le Grand Match (de) (Das Große Spiel)
- 1943 : L'Irrésistible Johann (Johann)
- 1944 : L'Audacieux Monsieur Sanders (de) (Herr Sanders lebt gefährlich)
- 1947 : Der Millionär (de) ou Geld ins Haus
- 1948 : Wege im Zwielicht
- 1948 : L'Affaire Blum (Affaire Blum)
- 1949 : Die Kuckucks
- 1949 : Der Biberpelz
- 1950 : Épilogue - Le mystère de l'Orplid (Epilog: Das Geheimnis der Orplid)
- 1951 : Nous avons vaincu (it) (Abbiamo vinto!)
- 1951 : Aux frontières du péché (de) (Sündige Grenze)
- 1952 : Amours, Délices et Jazz (de) (Heimweh nach dir)
- 1952 : Valse dans la nuit (Unter den tausend Laternen)
- 1952 : Toxi (de)
- 1953 : Sous le ciel d'Italie (de) (Südliche Nächte)
- 1954 : Ceux qui ont encore une mère (Das Licht der Liebe)
- 1954 : Das ideale Brautpaar
- 1954 : Émile et les Détectives (Emil und die Detektive)
- 1955 : Musique dans mon cœur (de) (Ein Herz voll Musik)
- 1955 : L'Aube de la vie (de) (Du darfst nicht länger schweigen)
- 1955 : Les Fils du forestier (de) (Die Försterbuben)
- 1956 : Le Monde entier chante l'amour (de) (Die ganze Welt singt nur Amore)
- 1956 : Je cherche un millionnaire (de) (Uns gefällt die Welt)
- 1957 : … und die Liebe lacht dazu (de)
- 1957 : Es wird alles wieder gut
- 1958 : ...und abends in die Scala
- 1958 : Avouez, Docteur Corda (Gestehen Sie, Dr. Corda!)
- 1958 : Sa Petite Majesté (de) (Majestät auf Abwegen)
- 1959 : Die unvollkommene Ehe
- 1959 : Jons und Erdme
- 1960 : La Grande Vie (Das Kunstseidene Mädchen)
- 1960 : Mein Schulfreund
- 1960 : Le Dernier Témoin (Der letzte Zeuge)
- 1961 : L'Étrange comtesse
- 1962 : Affäre Blum (TV)
- 1962 : Jeder stirbt für sich allein (TV)
- 1962 : Presque des anges (Almost Angels)
- 1962 : Échec à la brigade criminelle (Das Testament des Dr. Mabuse)
- 1963 : Der Fall Rohrbach (feuilleton TV)
- 1963 : Le Bourreau de Londres (Der Henker von London)
- 1964 : La Serrure aux treize secrets (Die Gruft mit dem Rätselschloß)
- 1964 : Les Cavaliers rouges (Old Shatterhand)
- 1964 : Das Ungeheuer von London-City
- 1964 : Der Fall Jakubowski - Rekonstruktion eines Justizirrtums (TV)
- 1965 : Les Mercenaires du Rio Grande
- 1965 : Die Pyramide des Sonnengottes
- 1966 : Rasputin (TV)
- 1966 : Kubinke (TV)
- 1966 : Der Fall Kaspar Hauser (feuilleton TV)
- 1967 : Ivar Kreuger der Zündholzkönig